# 盛岡北郵便局
盛岡北郵便局（もりおかきたゆうびんきょく）は、岩手県盛岡市にある郵便局である。民営化前の分類では集配普通郵便局であった。局番号は83139。

## 概要
住所：〒020-0199 岩手県盛岡市月が丘3-28-1
ドライブスルー用のポストが設置されていて、車から降りずに投函が可能

## 沿革
- 1908年（明治41年）7月21日 - 盛岡兵営前（もりおかへいえいまえ）郵便局（三等）として開局[1]。
- 1911年（明治44年）
  - 6月6日 - 集配事務を開始[2]。
  - 7月1日 - 厨川（くりやがわ）郵便局に改称[3]。
- 1937年（昭和12年）11月21日 - 電話通話事務を開始[4]。
- 1964年（昭和39年）11月1日 - 特定郵便局から普通郵便局に局種別改定[5]。
- 1965年（昭和40年）3月15日 - 和文電報配達業務を盛岡電報電話局に移管。
- 1967年（昭和42年）8月1日 - 盛岡北郵便局に改称。同年8月7日に盛岡市前九年三丁目から同市青山四丁目に移転。
- 1987年（昭和62年）11月24日 - 盛岡市青山四丁目から同市月が丘三丁目に局舎新築移転。
- 1998年（平成10年）9月1日 - 外国通貨の両替および旅行小切手の売買に関する業務取扱を開始。
- 2007年（平成19年）10月1日 - 民営化に伴い、併設された郵便事業盛岡北支店に一部業務を移管。
- 2012年（平成24年）10月1日 - 日本郵便株式会社の発足に伴い、郵便事業盛岡北支店を盛岡北郵便局に統合。
- 2014年（平成26年）1月1日 - 滝沢村が滝沢市に昇格したのに伴い、滝沢市内の郵便番号を〒020-01xxから〒020-06xxおよび〒020-07xxに変更。
- 2025年（令和7年）4月1日 - 緑が丘・高松両郵便局窓口で受け付けた郵便物、および盛岡市緑が丘・高松両地区にある一部ポストに投函された郵便物取り集め業務を盛岡中央郵便局より移管。

## 取扱内容
- 郵便、印紙、ゆうパック、内容証明
- 貯金、為替、振替、振込、国際送金、外貨両替、国債、投資信託
- 生命保険、バイク自賠責保険、自動車保険、変額年金保険、がん保険、引受条件緩和型医療保険
- ゆうちょ銀行ATM
- 盛岡市内の一部地域（〒020-01xx地区[6]）および滝沢市全域（〒020-06xxおよび〒020-07xx地区[7]）における集配業務。
- ゆうゆう窓口

## 周辺
- 岩手県営運動公園
- 盛岡市役所青山支所
- 岩手県立盛岡北高等学校
- 盛岡西警察署
- 国道4号

## アクセス
- IGRいわて銀河鉄道線盛岡駅東口9番のりばより岩手県交通バス利用。
  - ｢盛岡北高線　212系統｣・｢みたけ西線　213系統｣ 三愛病院前停留所下車すぐ。
  - ｢みたけ中央線　255系統｣三愛病院前停留所下車、徒歩3分。(停留所の位置は、上記路線の位置と異なる。)
  - 「青山町線　201・202・203・209・210系統」・「南青山町線　204系統」 月が丘二丁目停留所下車、徒歩約10分（シティ青山交差点に案内標識有り）。
- IGRいわて銀河鉄道線青山駅から徒歩約21分。
- 東北自動車道 盛岡ICから北東に約4km
- 駐車場あり：30台